# نترات الروبيديوم
 نترات الروبيديوم مركب كيميائي له الصيغة RbNO3 ، ويكون على شكل بلورات بيضاء.

## الخواص
- ينحل مركب نترات الروبيديوم بشكل جيد في الماء. وهذه الانحلالية مثلها مثل أغلب انحلالية الأملاح الأخرى تزداد بارتفاع درجة الحرارة كما هو مبين في المخطط المرفق.
- يعد نترات الروبيديوم من المواد المؤكسدة، ويتفكك بالتسخين محررا الأكسجين بالإضافة إلى تشكل مركب نتريت الروبيديوم حسب المعادلة:

2RbNO3 –Δ→  2RbNO2 + O2
- يلون نترات الروبيديوم اللهب باللون البنفسجي.

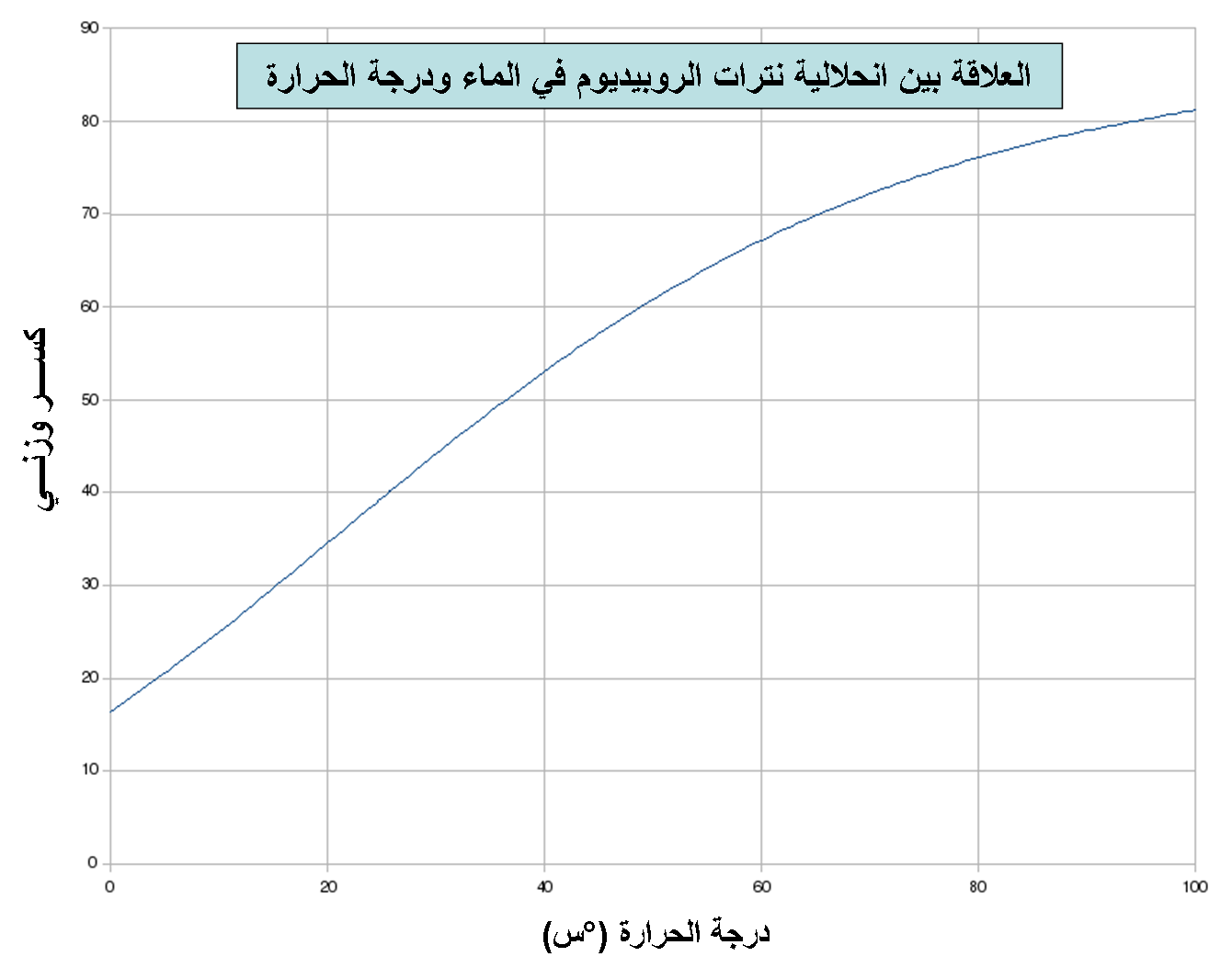
انحلالية نترات الروبيديوم في الماء

## التحضير
يحضر نترات الروبيديوم من تفاعل حمض النتريك مع هيدروكسيد الروبيديوم حسب المعادلة:
RbOH + HNO3 → RbNO3 + H2O
كما يمكن أن يحضر من التفاعل مع فلز الروبيديوم نفسه
Rb + 2HNO3 → 2RbNO3 + H2

## الاستخدامات
يدخل مركب نترات الروبيديوم كمكوّن في الأجهزة التي تصدر الأشعة تحت الحمراء بالإضافة إلى نترات الفلزات القلوية الأخرى وذلك كمؤكسد.